# Dimitrie Popa
Dimitrie Popa (n. 1930 – d. 2012) a fost un senator român în legislatura 1992-1996 ales în județul Prahova pe listele partidului FDSN. În iulie 1993, Dimitrie Popa a devenit membru PDSR. 

## Legături externe
- Dimitrie Popa[nefuncțională]
 la cdep.ro